# Rasszizmus

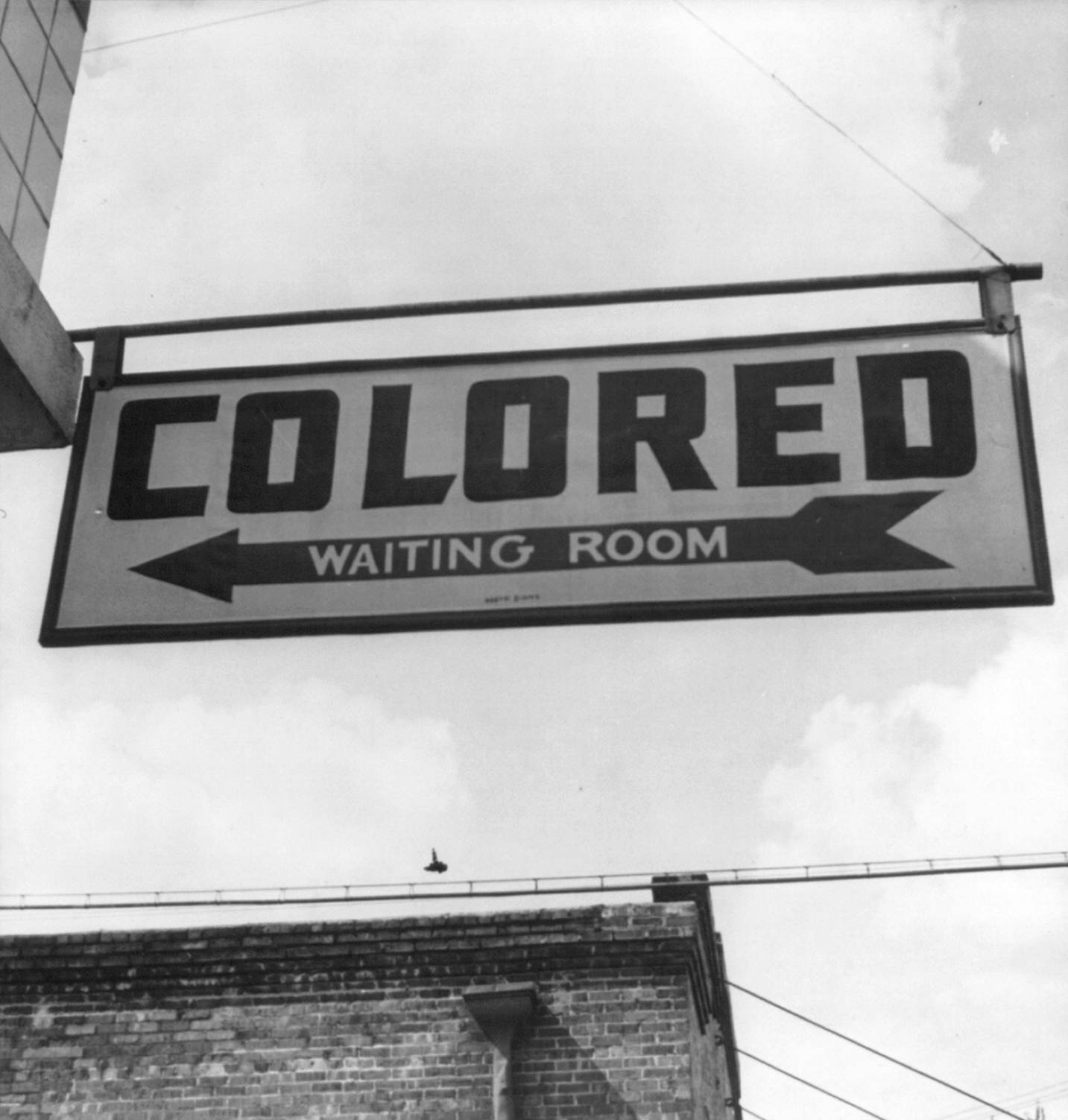
Színesbőrűek várótermét jelző felirat az Egyesült Államokban, 1943-ban

A rasszizmus emberekkel szembeni diszkrimináció és előítélet faji vagy etnikai hovatartozásuk alapján. Olyan gondolkodásmódot jelent, amely az emberek külső vagy belső tulajdonságait kiemeli, ezekhez morális, társadalmi vagy politikai különbségeket rendel hozzá, és az így létrehozott csoportok között – feltételezett tulajdonságaik vagy értékeik alapján – hierarchiát állít fel.
A rasszizmus jelen lehet olyan társadalmi akciókban vagy politikai rendszerekben (pl. apartheid), amelyek támogatják az előítéletek kifejezését a diszkriminatív gyakorlatokban. A nyelvi alapon megnyilvánuló formája a lingvicizmus.
A kapcsolódó fogalmak közé tartozik a nativizmus, az idegengyűlölet (xenofóbia), a faji szegregáció, a szupremácizmus   és a hasonló társadalmi jelenségek.
A 20. századig az állítólagos „emberi fajokat” a mára elavult fajelméletekben (→ tudományos rasszizmus) konstruálták meg, elsősorban a biológiai jellemzők alapján, ezzel igazolva a rabszolgaságot, az asszimilációs politikát, az etnikai illetve népirtást.
A rasszisták és a faji ideológusok általában felsőbbrendűnek tekintik azokat az embereket, akik hasonlóak a saját tulajdonságaikhoz, míg mindenki mást alsóbbrendűnek teintenek (sovinizmus).

## A kifejezés eredete
A rassz szó a francia race kifejezés magyarosított alakja, amely emberfajtát jelent. Az emberi rasszokat a 19. század közepétől az Európán kívüli népek gyarmati leigázását morálisan elfogadható, „természetes” folyamatként normalizálni törekvő nyugat-európai gondolkodásmód külön fajoknak állította be. Ez az ideológia a 20. század elejére Európa-szerte, illetve az oda érkező európai bevándorlók által uralt „fehér-telepes” társadalmakban uralkodó nézetté vált. Mára a nyugat-európai eszmeiség is rákényszerült annak a – világ társadalmainak nagy része által soha meg nem kérdőjelezett – ténynek az elfogadására, hogy minden ember egyetlen fajhoz (Homo sapiens) tartozik. A korábbi szóhasználat nyomán a rasszizmust „fajelméletnek”, „faji megkülönböztetésnek” is nevezik. Rasszok vagy emberfajták helyett emberi „fajokról” beszélni ugyanakkor ma már nemcsak régies, hanem pontatlan és a világ társadalmi viszonyait, s különösen a rasszizmustól sújtott csoportok pszichológiai egyensúlyát és fiziológiai jólétét súlyosan károsító szóhasználat. Az emberiség valamennyi csoportja, külső megjelenéstől függetlenül a ma Afrikaként ismert földrészről származik.
A rasszizmus az egyéneket tudományosan nem igazolható módon „tiszta” rasszokba sorolja be. Ehhez a testi jegyek kihangsúlyozása mellett az utóbbi korszakban egyre inkább kulturális szempontokat, gyakran pedig egyes feltételezett közös tulajdonságokat vesz alapul, amelyeket egy-egy rasszra általánosan jellemzőnek tart. A rasszista gondolkodásmód szerint a rasszok közötti hierarchia igazolja az egyének és csoportok diszkriminációját, megkülönböztetését. A 20. század legelején előtérbe került antiszemitizmus, illetve ennek német nagybirodalmi változata, a nemzeti szocializmus a rasszokra vonatkozó nézetei és politikai elképzelései tekintetében annyiban különbözött a nyugat-európai gyarmatosítók nézeteitől és elveitől, hogy Európán belül élő emberekre is alkalmazta ezeket.

## A rasszizmus megnyilvánulási formái

### Fokozatok megvalósulás szempontjából
A rasszizmus megjelenhet a gondolatok: kogníciók, attitűdök stb. szintjén, és mindez nem szükségszerűen ugyan, de cselekvésben is megnyilvánulhat.
Rasszista előítéletek
Előítéletek egy személy egy „rasszhoz” való vélt vagy valós tartozása miatt. Azaz A személy azt gondolja, hogy B személynek X tulajdonsága van, mivel Y „rasszhoz” tartozik.
Rasszista diszkrimináció
Emberekkel való megkülönböztető bánásmód külső jegyeik, például bőrszínük alapján. Hétköznapi példája, ha A személy nem köszön B személynek, mert az Y „rasszhoz” tartozik. Súlyosabb példa, ha egy munkaadó csak azért nem alkalmaz egy munkavállalót, mert az valamilyen rassz tagja; ha ezt sokan követik, akkor az adott rasszba tartozók között több lesz a munkanélküli. Ha ezt intézményi, törvényi stb. szintre emelik, az az intézményesített rasszizmus (l. lentebb).
Történelmi példák alapján a kutatók viszonylag egyetértenek abban, hogy az előítéletesség és a negatív diszkrimináció egy folyamat állomásai. Ha tehát nem tesznek ellene, akkor az előítéletesség diszkriminációhoz vezet, a diszkrimináció pedig egyre súlyosabb és súlyosabb formákat ölt. Ugyanakkor az is előfordul, hogy valaki elvont, személytelen helyzetekben (amikor egy kisebbségről beszél) előítéletesebbnek tűnik, mint akkor, amikor ténylegesen találkoznia kell az általa elítélt csoport egy tagjával (tehát a szóban kifejezett előítélete a viselkedésében kevéssé nyilvánul meg).

### Fokozatok nyíltság szempontjából
Nyílt rasszizmus
Egy intézmény vagy személy tudatosan és vállaltan kötelezi el magát egy csoport vagy annak egy tagjának negatív diszkriminációja iránt annak bőrszíne, látható rasszjegyei miatt, és ez mind kommunikációja, mind cselekvései során megnyilvánul.
Intézményesített rasszizmus
Ha a rasszizmus bármely formáját intézményi, törvényi stb. szintre emelik, az az intézményesített rasszizmus, azaz egyenlőtlen bánásmód egy intézmény vagy szervezet részéről egy személlyel vagy csoporttal szemben annak állítólagos rasszjegyei miatt. Esetenként kormányok (például: a náci Németország vagy a dél-afrikai apartheid), pártok vagy egyéb társadalmi és politikai szervezetek (például: a Ku-Klux-Klan) a társadalom többségi csoportjainak összekovácsolására gerjesztik a rasszista ideológiát, valamely kisebbséget bűnbaknak kikiáltva, a kiválasztott kisebbség felé irányítva a népharagot, így egy közösség olyasmire is rávehető, amire egyébként nem.
Rejtett rasszizmus
Egy személy vagy intézmény burkolt vagy öntudatlan formában történő negatív megkülönböztetése annak látható rasszjegyei miatt. Főleg akkor jelenik meg, ha a rasszizmus nyílt kifejezését már társadalmi vagy törvényi normák korlátozzák. McConahay szerint a modern rasszizmus fő ismertetőjegyei: 
- a rasszista személy azt állítja, hogy ő nem rasszista, és a rasszizmus rossz dolog
- állítja, hogy a jog előtti egyenlőséggel teljesen megszűnt mindenfajta rasszista megkülönböztetés (tehát nem vesz tudomást a megkülönböztetés egyéb, nem törvényi formáiról)
- ugyanakkor azt is tényként állítja, hogy a korábban elnyomott csoportok „túl rámenősek”, „túl hamar” akarnak ugyanolyan helyet kapni a társadalomban, mint a korábbi vezető réteg, tehát olyan helyet akarnak megszerezni, amit „nem érdemeltek ki”
- ezen kívül támadja a hátrányos helyzetűeket támogató állami intézkedéseket (a pozitív diszkriminációt), mivel azok egyenlőtlen feltételeket teremtenek.

A rejtett rasszizmus révén a rasszista személy elkerülheti a rasszizmus látszatát, miközben véleményével és döntéseivel továbbra is fenntarthatja az elnyomott csoportok hátrányos helyzetét.
Averzív rasszizmus
Az averzív („idegenkedő”) rasszizmusra az jellemző, hogy a rasszista személy nem akar rasszista lenni, de mégis idegenkedik a számára ismeretlen, vagy a köztudatban megbélyegzett csoportoktól. Ez az idegenkedés csak akkor fordul át cselekvésbe (akkor eredményez negatív diszkriminációt), ha az adott helyzetben nem nyilvánvaló a rasszista viselkedés. Az averzív módon rasszista személy tehát nem fogja nyíltan kifejezni az előítéleteit, nem is szeretné, ha előítéletesnek tartanák. De azokban a helyzetekben, amikor lehet racionálisan érvelni a diszkrimináló döntés mellett, amikor a rasszizmus nem nyilvánvaló (pl. ha két hasonlóan felkészült személy jelentkezett egy munkára, és egyikük kisebbségi; vagy egy hétköznapi segítségkérés esetén), akkor statisztikailag kimutathatóan gyakrabban fogja negatívan diszkriminálni a számára idegen csoport tagjait.
Szimbolikus rasszizmus
Negatív faji megkülönböztetés, melynek során a diszkrimináló cselekvés vagy kommunikáció szimbolikus formát ölt. Mindkét esetben a hangsúly a kódolt üzeneten van, tehát azon, hogy egy G csoport F csoporttal szembeni megkülönböztetését G csoport társadalmi, kulturális és egyéb kódrendszerét felhasználva nyilvánítja ki. A szimbolikus rasszizmus során a rasszista személy úgy tesz, mintha csak védené a társadalmi normákat (burkoltan arra utalva, hogy ugyanígy járna el, ha a saját rokonai lennének normasértők), a felelősséget pedig teljes egészében arra a kisebbségire hárítja, aki láthatóan megsértette azokat. A szimbolikus rasszista érvelés során akár el sem hangzik a megkülönböztetett kisebbség neve, végig bűnelkövetőkről és munkakerülőkről van szó, akik között „egyébként” több a kisebbségi, mint amennyit a népességen belüli arányuk indokolna.
A szimbolikus rasszista érvelésre jellemző torzítások, hogy a valóságosnál többnek mutatják be a normasértések számát, illetve a kisebbségiek arányát az összes bűnelkövetőn/munkakerülőn belül. Szintén jellemző torzítás, hogy a normasértő viselkedést a kisebbségiek tudatos választásának tartja: például „ha tényleg akarna dolgozni, akkor biztosan találna valamilyen munkát”.
Kulturális rasszizmus
A hagyományos rasszizmus mint tudománytalan elmélet elutasítása után a modern rasszizmus magába foglalhatja a más „kultúrákkal” szembeni megkülönböztetést is. Példa: „a cigányok sokat lopnak”, „az arabok nőgyűlölők”, „az afrikaiak különösen agresszívek”, „a zsidók mindig hazudnak”. Étienne Balibar francia filozófus a rasszizmusnak ezt a formáját „rasszok nélküli rasszizmus”-nak nevezi. Az ilyen feltevéseknek lehet statisztikai alapjuk, azonban az általánosítás megbélyegzi a közösség negatív tulajdonsággal nem rendelkező tagjait is.

### A rasszizmus ideológiai alapjai
A rasszizmus fajtáit tipizálhatjuk az alapelvek alapján, amelyeket a rasszista ideológia alátámasztására, igazolására használnak fel.
Legtöbbször a gyakorlatban az alábbi típusok keveréke a jellemző.

#### Mitikus (vagy vallási)
A mitikus rasszizmus egy történelmi vagy történeti konstrukcióként bemutatott „elbeszélést” (vagy vallási hittételt, „isteni útmutatást”) használ fel a diszkrimináció igazolására.

#### Tudományos
A tudományos rasszizmus tudományos kísérletekkel, elméletekkel és elvekkel próbálja alátámasztani a diszkriminációt. A Harmadik Birodalomban például a még meglehetősen fejletlen állapotban lévő genetikát, az evolúcióbiológiát (szociáldarwinizmus) és az akkoriban virágzó eugenikát elferdítve kísérelték meg a faji felsőbbrendűség igazolását. Az eugenikát ez olyannyira kompromittálta, hogy önálló tudományágként meg is szűnt létezni.

#### Filozófiai
Filozófiai alapelvek, érvek segítségével kívánja igazolni a megkülönböztető bánásmódot.

## Rasszizmus és fenntarthatóság
Bizonyos elméletek párhuzamot vonnak a más embercsoportok és a természet elnyomása között, s mindkettőért a „nyugati fehér férfi” arroganciáját okolják. Ilyen például az ökofeminizmus, amely a nők és a természet elnyomását hasonlítja össze.
A környezeti igazságosság azt mondja ki, hogy etnikai hovatartozástól függetlenül mindenkinek joga van egészséges környezethez és azt vizsgálja, hogy milyen rasszista taktikákkal lehet kizárni bizonyos etnikai csoportokat környezeti források használatából.
A környezeti etika kitágítja a faji előítéletek tartományát, azt állítván, hogy bár erkölcsi kötelességünknek ki kellene terjednie nem emberi lénytársainkra, ez egy fajta faji előítélet alapján mégsem történik meg.